# Кринично-Лугский
Кринично-Лугский — хутор в Куйбышевском районе Ростовской области.
Административный центр Кринично-Лугского сельского поселения.

## География
Хутор расположен на обоих берегах реки Средний Тузлов (бассейн Дона). Южнее села река сливается с рекой Правый Тузлов, образуя реку Тузлов.

### Улицы
- ул. Зелёная,
- ул. Молодёжная,
- ул. Октябрьская,
- ул. Первомайская,
- ул. Садовая,
- ул. Советская
- пер. Лозовый.

### Топографические карты
1. Ростовская область административные границы на 1-е октября 1943 г. Куйбышевский район (28).
2. Карты генштаба — архив топографических карт. Самый полный архив топографических карт генштаба. Масштабы карт 001m 500k 200k 100k 050k. Все карты в свободном доступе, скачиваются каждая отдельно. Выберите интересующий вас квадрат с картами Генерального штаба. Карта Генштаба в 1 см 2 км — l-37-04 в окрестностях Новая Надежда, Кринично Лугское. Масштаб карты: 200k, 1:200 000, 1:200000, (в 1 сантиметре — 2 километра). Состояние местности на 1990 г. Издание 1993 г.
3. Топографические карты ГосГисЦентра в 1 см 250 м L-37-007-C-b в окрестностях Кринично-Лугский (Северная часть хутора)
4. Топографические карты ГосГисЦентра в 1 см 250 м L-37-007-C-d в окрестностях Кринично-Лугский (Южная часть хутора)
5. Подробная топографическая карта Ростовской области из атласа России, масштаб 1см:2 км, B0. Автодороги в районе села Кумшатское и хутора Кринично-Лугский.

## История хутора
При написании данной исторической справки по хутору Кринично-Лугский в первую очередь использовались «Матеріалы кь исторіи заселенія Міусскаго (нынѣ Таганрогскаго округа)», изложенные в Сборниках Областного войска Донского статистического комитета Вып. 5 — 1905 г. (стр. 81-132), Вып. 6 — 1906 г. (стр. 131—154), Вып. 7 — 1907 г. (стр. 123—147) из Библиотечного фонда Донской Государственной Публичнной Библиотеки.

### XIX век
Криничный Лугъ (Номикосовъ) — при лѣвой отножинѣ рч. Тузлова. Заселенъ въ 1856 году гвардіи ротмистромъ Константиномъ Номикосовымъ посредствомъ переселенія на новое (то есть не занятое) мѣсто 100 душъ крестьянъ его.»
В сборнике областного Войска Донского за 1907 год значится, что дата рождения посёлка Криничный Луг — 1862 год. 29 августа составлена и подписана грамота. Место рождения посёлка — Лысогорская волость, Таганрогского уезда, и принадлежал посёлок Ирине Васильевне Номикосовой.

### XX век
При просмотре «Алфавитного списка населенных мест области войска Донского» (Новочеркасск, 1915), по населенному пункту с названием "Кринично-Лугский" получена следующая информация: Названіе поселенія, при какой рѣчкѣ или урочищѣ оно находится: Кринично-Лугскій поселокъ, Лысогорской волости, при рѣчкѣ Тузловѣ:
- Число дворовъ — 145.
- Число десятин земельного довольствія — 2471.

Число жителей:
- Мужского пола — 531.
- Женского пола — 447.
- Обоѣго пола — 978.

По данным справочника Ростовского областного архива в 1915 году в посёлке Кринично — Лугском насчитывалось 145 дворов, 531 житель мужского пола, 447 жителей женского пола. В посёлке имелись: сельское правление, церковно — приходская школа, два маслобойных завода, ветряная мельница.
Жизнь крестьян села после рождения была однообразной. Крестьяне работали в больших хозяйствах своих владельцев, в которых имелись сады, стада коров, табуны лошадей, пашня — всё это велось подневольным трудом крестьян. 30-е годы тяжелая, беспросветная крестьянская жизнь толкала людей к объединению. Умом понимали, что работать вместе на земле будет легче, а сердце рвалось на части. Как же своё, кровное отдавать в общий котёл? В тяжких муках родилось первое товарищество по совместной обработке земли «ТОЗ» или оно ещё называлось «Меловая группа». В 1931 году колхоз создавался трудом сотен односельчан, по крупице, по зернышку. Трудно было впервые, вслепую создавать на селе коллективное хозяйство. Не было ни умения, ни знаний, ни техники. Крестьяне колебались, но основная сила — бедняцкие хозяйства поверили в коллективный труд. Они горели искренним желанием, во что бы то ни стало построить счастливую, свободную жизнь, в ранее заброшенной деревне. Церковно-приходская школа появилась в 1915 году.
При изучении документов за 1926 год («Поселенные итоги переписи 1926 г. по Северо-Кавказскому краю». Ростов-на-Дону, 1929. С. 284) выясняется, что посёлок Кринично-Лугский входит в состав Лысогорского сельсовета Голодаевского района: численность населения обоего пола — 936, общее количество хозяйств — 184. Поняли бедняки, что только в коллективной работе их спасение и скрепили образование колхоза «Красный Тузловец» в Криничном Луге. Это было 24 января 1931 года. Первым председателем колхоза был Волков Александр Иванович. Выращивали на полях колхозники в те годы в основном зерновые культуры. Обрабатывалась земля в основном лошадьми, волами, затем появились первые тракторы «Фордзон».
Начиная с 1934 года колхоз «Красный Тузловец» начал получать автомобили, комбайны и другие сельскохозяйственные машины. На смену ручному труду становилась техника, увеличились доходы колхозников, развернулось строительство хозяйственных и культурно-бытовых строений. Большую роль в жизни и развитии колхоза сыграла Равнопольская МТС, силами которой обрабатывалась колхозная земля. В январе 1935 года район восстановили, но в апреле того же года его стали именовать как Куйбышевский район.
Урожайным в селе ожидался 1941 год. Уже колосились огромные поля пшеницы, радуя хлеборобов, по густым травостоям паслись колхозные стада. Росло и крепло хозяйство. Богато и счастливо зажили люди. Но 22 июня 1941 года подлый враг напал на землю. Началась всеобщая мобилизация. Уходили сельские парни и девчата на войну. Кто-то оставил учебники и мечту поступить учится. Уходили односельчане, оставляя свой дом, близких, родных и любимых. Более 215 человек ушли июньским утром из Криничного Луга в грозную ночь войны. А всего ушли на фронт более 400 односельчан, большая часть из них так и не увидела родной Криничный Луг. Война: чёрная, страшная, горестная — она пришла в село уже в ноябре 1941 года. Фашистские мародёры рыскали по домам в поисках яиц, масла, сала, молока. Выгоняли жителей из их жилищ, невзирая на детей. Село затаилось, но не сдалось. 17 месяцев, в общем, длилась оккупация села фашистами.
Первая попытка освобождения в 1942 году оказалась неудачной. Слишком не равны были силы, и нашим бойцам пришлось отступить, но не надолго. В селе оставались раненные бойцы Советской Армии. Односельчане прятали их, выхаживали всем селом. Кто приносил лекарства, кто кружку молока, кто кусок хлеба. Февраль 1943 года. В ночь на 16 февраля 32-я краснознаменная кавалерийская дивизия генерал — майора Александра Федоровича Чудесова и 3-й Кавалерийский полк генерала Николая Сергеевича Осликовского освободили наше село. Время не течёт вспять, но и уносит оно тоже не всё. Остается память. Кринично — Лугская земля — это поистине священная земля. Она полита кровью сотен солдат, которые не щадя своей жизни бились за каждую пядь нашей родной земли. 350 солдат Красной Армии отдали свои жизни, освобождая село.
Война отбросила жизнь крестьян назад, и всё пришлось начинать сначала. В Криничном Луге колхоз имени Мичурина образовался из четырёх мелких хозяйств — «Красный Тузловец», «Соц. Земледелие», имени Ворошилова, имени Калинина. Председателем укрупненного колхоза им. Мичурина был избран двадцати пяти тысячник Григорий Андреевич Шевченко. Это был очень беспокойный, целенаправленный и ответственный человек. Свою работу в хозяйстве начал с больного строительства сельскохозяйственных построек, на сотнях гектарах пашни был посажен сад и небольшой виноградник. Работала овощеводческая бригада под руководством Сопова Ивана Николаевича и Нечепуренко Юрия Федоровича, которая снабжала овощами весь колхоз и соседние хутора. Овощи сдавались в первую очередь государству. За подрастающими садом вел уход садовод Скрипников Спиридон Федорович. Понял Шевченко Г. А. и другое, что ни хлебом единым жив человек, и своей первой председательской весной заложил фундамент под новый Дом Культуры. За всю историю четырёх первых и объединённого колхозов их возглавляли 23 руководителя.
В 1950-е годы директором школы был Николай Семенович Мощенко. А в 1957 году школу возглавил Николай Александрович Костенко и руководил ею в течение 48 лет. Только добрые слова звучат в адрес тех, кто отдал частицу своего сердца детям. Это Мария Тимофеевна Костенко и Тамара Григорьевна Чернова, которым было присвоено почетное звание заслуженного учителя школы РСФСР. Алексеева Мария Федоровна, которая знала много из истории образования села Криничный Луг, и возглавила Отряд «Поиск» по розыску родственников солдат, погибших за освобождение села.
Библиотека в начале 1950-х годов располагалась в колхозном клубе и вмещалась в двух небольших шкафах. Ею заведовал на общественных началах Александр Иванович Рудов. Когда в 1960 году открылся новый Дворец Культуры, то библиотека перешла в новое помещение и обрела новый статус. Стала сельской, так как в Криничный Луг передали библиотеку села Ясиновка. И заведовать ею стала Федорова Антонина. В 1962 году Бочалова Мария Васильевна окончила Ростовский библиотечный техникум и приняла библиотеку, с той поры более 50 лет она была библиотекарем Кринично-Лугской сельской библиотеки, сейчас находится на пенсии. Имеет почетные грамоты Министерства Культуры РСФСР, областного Отдела Культуры и района. Благодаря работникам культуры в селе стали традиционными: праздники — Первого снопа, Урожая, посвящение в хлеборобы, проводы в армию, проводы на пенсию и другие календарные праздники.
Первый медпункт появился в селе в 1960-е годы. Более сорока лет работала в нём Лазарева Нелли Ивановна. Она приходила людям на помощь в любое время суток. И за это ей большое спасибо от всех жителей села.
В 1970-е годы колхоз неоднократно был победителем в социалистическом соревновании и был награждён почетными грамотами ЦК КПСС. Трижды был награждён за высокие показатели в труде, переходящим Красным Знаменем Ростовского Обкома КПСС и поэтому это знамя осталось в колхозе навечно, и хранится в музее села.
Исполком Кринично—Лугского сельского Совета Народных депутатов был образован в 1980 году, в пяти населенных пунктах, в которых проживало 1320 человек. В колхозе имени Мичурина, на территории которого, был организован Совет, было 10750 гектаров сельскохозяйственных угодий, в том числе 8834 гектара пашни, 63 трактора, 55 автомашин, 28 зерновых комбайнов и много другой сельскохозяйственной техники. За годы одиннадцатой пятилетки введено 2800 квадратных метра жилья, почти все трудоемкие процессы в животноводстве механизированы. Первым председателем Исполкома Кринично—Лугского сельского Совета народных депутатов был избран Павлюков Валентин Васильевич. Затем были Юнда Андрей Петрович Дмитриев Александр Захарович.
В 1990 году 13 марта Исполком Кринично—Лугского сельского Совета народных депутатов был преобразован в Совет Народных депутатов, председателем которого была избрана Бочалова Мария Васильевна. В 1993 году Совет Народных депутатов был реорганизован в Кринично-Лугскую администрацию местного самоуправления. Это было 27 октября 1993 года И возглавлял её Дмитриев Александр Захарович.

### XXI век
В 2002 году 18 января Кринично-Лугская администрация местного самоуправления переименована в Кринично-Лугскую сельскую администрацию местного самоуправления.
В 2006 году первого января было образовано «Кринично-Лугское сельское поселение» на территории бывших трех администраций местного самоуправления: Кринично-Лугской, Миллероской, Ясиновской.
В 2003 году было образовано Кринично-Лугское сельское поселение с административным центром в хуторе Кринично-Лугский.
В 2004 году Кринично-Лугское сельское поселение было создано на территории трех сельских администраций местного самоуправления: Кринично-Лугская САМС, Ясиновская САМС, Миллеровская САМС.

## Население
| 2010 |
| ---- |
| 601  |

По данным переписи 1926 года по Северо-Кавказскому краю, в посёлке Кринично-Лугский числилось 184 хозяйства и 936 жителей (467 мужчин и 469 женщин), из которых 933 — украинцы.

## Социальная сфера
Культуру поселка создавали и руководители хозяйства, и специалисты, и учителя и медицинские работники и общественно — политические руководители села. Они определяли уровень цивилизации села и были людьми долга и обязанности. Сорок лет радовал односельчан своими песнями хоровой коллектив. И всё это время с ним работала директор Дворца Культуры, которая сейчас находится на пенсии, Траудченко Людмила Ивановна. Она привила участникам любовь к песне. Они выступали с концертами и на фермах и на полевых станах, во всех клубах поселения. Неоднократно принимали участие в смотрах художественной самодеятельности и занимали призовые места. Хоровой коллектив под руководством Людмилы Ивановны Траудченко выступал даже в Болгарии.